# Головченко Борис Степанович
Бори́с Степа́нович Голо́вченко (нар. 1918, місто Макіївка, тепер Донецької області — ?) — радянський діяч, 1-й секретар Костянтинівського міськкому КПУ Донецької області. Член Ревізійної комісії КПУ в лютому 1960 — вересні 1961 р.

## Життєпис
Член ВКП(б) з 1940 року.
З 1941 по 1943 рік — у Червоній армії. Учасник німецько-радянської війни. 
Перебував на відповідальній партійній роботі.
На 1954—1960 роки — 1-й секретар Костянтинівського міського комітету КПУ Сталінської області.
Потім — на пенсії.

## Нагороди
- орден Трудового Червоного Прапора (19.07.1958)
- орден Вітчизняної війни ІІ ст. (6.04.1985)
- медалі